# Желєзнодорожна станція Алнаші
Желєзнодоро́жна станція Алнаші́ (рос. Железнодорожная станция Алнаши) — пристанційне селище у складі Алнаського району Удмуртії, Росія.

## Населення
Населення — 418 осіб (2010; 432 в 2002).
Національний склад станом на 2002 рік:
- удмурти — 82 %

## Вулиці[3]
- вулиці — Верхня, Вокзальна, Горобинова, Калинова, Лісова, Миру, Нова, Польова, Садова, Труда